# Nền tảng Nokia Asha
Nền tảng Nokia Asha là một hệ điều hành di động và nền tảng tính toán được thiết kế cho dòng điện thoại thông minh cấp thấp, dựa trên phần mềm của Smarterphone đã được mua lại bởi Nokia. Nền tảng này kế thừa giao diện như trên Symbian, Maemo và MeeGo, và thay thế Series 40 trên các thiết bị cấp thấp của Nokia.  Nhóm thiết kế giao diện người dùng được dẫn dắt bởi Peter Skillman, người trước đó đã làm việc trên webOS và thiết kế của MeeGo dành cho Nokia N9.
Nó là người kế nhiệm của dự án Meltemi mà Nokia đang phát triển như một nền tảng Linux để thay thế Series 40, nhưng đã bị hủy vào tháng 7 năm 2012.
Điện thoại đầu tiên sử dụng nền tảng này là Nokia Asha 501, và được tiếp tục bởi Asha 500, Asha 502 Dual SIM, và Asha 503, tất cả đều được công bố tại Nokia World vào tháng 10 năm 2013. Một chiếc điện thoại khác, Nokia Asha 230 được ra mắt vào 24 tháng 2 năm 2014, được cài sẵn nền tảng Asha 1.4.
Các ứng dụng cho nền tảng được viết sử dụng cả hai ngôn ngữ là JavaME, hoặc ứng dụng web, được kết xuất bởi trình duyệt Nokia Xpress sử dụng cỗ máy kết xuất Gecko. Hệ điều hành này lại thiếu hệ thống đa nhiệm thật sự nhưng ứng dụng nhạc và đài FM có thể chạy trong chế độ nền (được quảng cáo là đa nhiệm), trong khi trượt các ứng dụng fastlane thực ra sẽ đóng các ứng dụng gần đây đã mở thay vì thu nhỏ chúng.
Nó giới thiệu một trung tâm thông báo, có tên là Fastlane, có thể được truy cập bằng cách trượt sang trái ở màn hình chính.
Nền tảng được bổ sung bởi nền tảng Nokia X, phiên bản Android đã tùy chỉnh của Nokia, có trên Nokia X, có nhiều tính năng từ nền tảng Asha, bao gồm cả trung tâm thông báo Fastlane.
Trong một bản ghi chú của công ty vào tháng 7 năm 2014, Microsoft sẽ khai tử dòng Asha, Series 40 và X hoàn toàn trong một phần của việc cắt giảm, để tập trung vào các sản phầm Windows Phone Lumia.

## Lịch sử phiên bản

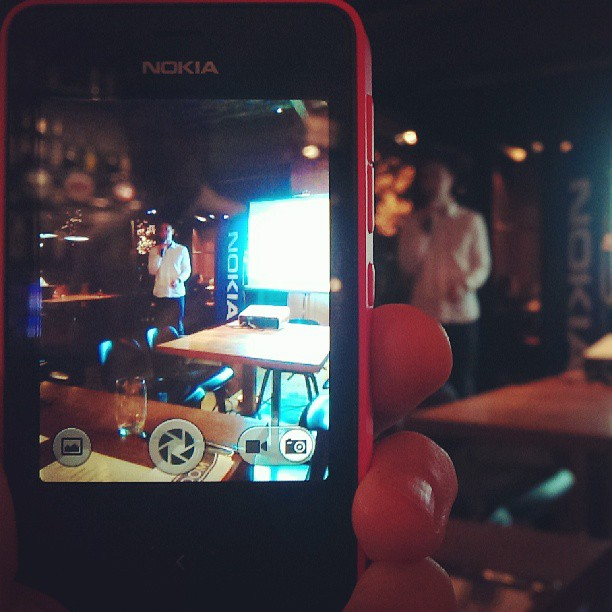
Ứng dụng Máy ảnh

### Nền tảng Asha 1.0
Các API Java: 
- HERE API,
- API Nokia Gesture,
- API Nokia Frame Animator,

- API Lựa Chọn Tập Tin,
- API Tỷ Lệ Hình Ảnh,
- API Trạng Thái Mạng,
- API Danh Bạ,
- API Cài Đặt Điện Thoại,

- JSR 172 (Dịch vụ Web),
- JSR 177 (Bảo mật),
- JSR 179 (Vị trí),
- JSR 211 (Content Handler),
- JSR 234 (Bổ Sung Đa Phương Tiện),
- JSR 256 (API Cảm Biến Điện Thoại),
- JSR-238 (Mobile Internationalization),
- JSR 75 (Tập tin và and PIM),
- JSR 82 (Bluetooth),
- JSR 118 (MIDP 2.1),
- JSR 135 (Mobile Media),
- JSR 139 (CLDC 1.1),
- JSR 184 (Đồ họa 3D),
- JSR 205 (Nhắn tin),
- JSR 226 (Đồ họa Vector),

Mẫu hỗ trợ: Nokia Asha 501

### Nền tảng Asha 1.1
Tính năng mới (so với bản 1.0): WhatsApp, dễ dàng quay và chia sẻ video, Microsoft Exchange ActiveSync, VoIP và Fastlane cá nhân hơn và được tích hợp mạng xã hội nhiều hơn.
API Java (mới so với bản 1.0): 
- API Chia sẻ,
- API VoIP

Mẫu hỗ trợ: Asha 500, Asha 502 Dual SIM và Nokia Asha 501 với cập nhật phần mềm lên 11.1.1 

### Nền tảng Asha 1.2
Tính năng (mới so với bản 1.1): 3G
API Javs (mới so với 1.1): không
Mẫu hỗ trợ: Asha 503

## Sự đón nhận
The Verge bình luận rằng nền tảng này có thể là sự thừa nhận rằng Nokia không thế đưa Windows Phone tới những dòng điện thoại thông minh cấp thấp và có thể đang có "rủi ro với cam kết của họ" với nền tảng Windows Phone.

## Cạnh tranh
Đối thủ chính của nền tảng Asha là Firefox OS, và nền tảng REX dựa trên Java của Samsung; cả hai đều được tối ưu hóa cho các thiết bị cấp thấp. Hơn nữa, các thiết bị Android cấp thấp cũng cạnh tranh với nền tảng này.